# Teilleistung
Eine Teilleistung liegt vor, wenn nur ein Teil einer im juristischen Sinne teilbaren Leistung erbracht wird.

## Allgemeines
Sind bestimmte Leistungen tatsächlich teilbar wie beispielsweise bei einer Sachgesamtheit, so stellt sich die Frage, wie mit Teilleistungen zu verfahren ist.

## Rechtsfragen
Nach § 266 BGB ist ohne spezielle vertragliche Vereinbarung kein Schuldner zu Teilleistungen berechtigt. Wird dennoch eine Teilleistung erbracht, hat der Gläubiger daher das Recht, diese zurückzuweisen. Er gerät hierbei nicht in Annahmeverzug, kann den Schuldner aber mit Hilfe einer Mahnung im Sinne des § 286 Abs. 1 BGB in Schuldnerverzug versetzen. Der Schuldner muss dann die gesamte Leistung in der in § 294 bis § 297 BGB dargelegten Form anbieten und kann nur dadurch den Annahmeverzug des Gläubigers herbeiführen. Meist ist hierzu ein sog. tatsächliches Angebot erforderlich.
Hat der Schuldner unberechtigterweise eine Teilleistung erbracht, die der Gläubiger als Erfüllung angenommen hat, stehen dem letzteren Sekundäransprüche zu, insbesondere auf Schadensersatz. Nach § 280 Abs. 1, 3 BGB, § 281 BGB kann der Gläubiger, nachdem er dem Schuldner eine Frist zur vollständigen Erfüllung gesetzt hat und diese fruchtlos verstrichen ist, Schadensersatz statt der Leistung verlangen. Schadensersatz statt der ganzen Leistung, den sog. großen Schadensersatz, kann der Gläubiger nach § 281 Abs. 1 Satz 2 BGB nur verlangen, wenn er darlegt, dass er an der Teilleistung kein Interesse hat. Wegen des Widerspruchs zwischen Satz 2 und 3 dieser Vorschrift ist umstritten, ob eine Zuweniglieferung – die nach § 434 Abs. 3 BGB der Schlechtleistung gleichsteht – beim Schadensersatz ebenfalls als Schlecht- oder aber als Teilleistung anzusehen ist. Ist sie nämlich mit einer Mindermeinung auch hier als Schlechtleistung anzusehen, muss der Gläubiger, um großen Schadensersatz zu verlangen, nur darlegen, dass die Pflichtverletzung (hier also die zu wenig gelieferte Menge) nicht unerheblich ist. Dieser Nachweis fällt oft wesentlich leichter als der, bei Ansehen der Zuweniglieferung als Teilleistung nötige, Nachweis darüber, dass an der Teilleistung kein Interesse besteht.
Etwaige Schäden an seinem Integritätsinteresse kann der Gläubiger, soweit sie durch die Teilleistung entstanden sind, als Schadensersatz neben der Leistung nach § 280 Abs. 1 BGB ersetzt verlangen. Nur eine Mindermeinung vertritt die Ansicht, dass durch Teilleistung entstandene Schäden am Integritätsinteresse des Gläubigers, meist Nutzungsausfallschaden, nicht "einfachen" Schadenersatz, sondern in Wahrheit den Ersatz eines Verzögerungsschadens darstellen – mit dem Argument, die mangelfreie Leistung werde "nur" zu spät erbracht, und nach § 434 Abs. 3 BGB sei eine Teilleistung im Kaufrecht einem Sachmangel und damit einer Schlechtleistung gleichgestellt. Vertreter dieser Ansicht müssen konsequenterweise das Vorliegen der Voraussetzungen des § 286 BGB – vulgo Schuldnerverzug – verlangen und damit auch eine Mahnung des Gläubigers. Manche halten die Mahnung aber regelmäßig für entbehrlich im Sinne des § 286 Abs. 2 BGB.
Im Kaufrecht stellt die Zuweniglieferung nach § 434 Abs. 2 Satz 2, Abs. 3 Satz 2 BGB ("Menge") eine mangelhafte Leistung (Schlechtleistung) dar.

## Bauwesen
Im Bauwesen wird der Begriff Teilleistungen anders verwendet. Teilleistung ist hier eine Position im Leistungsverzeichnis (§ 7b Abs. 1 VOB/A). In § 2 Abs. 3 VOB/B werden die Teilleistungen bei der Vergütung erwähnt. Der Zustand von Teilen der Leistung ist gemäß § 4 Abs. 10 VOB/B auf Verlangen gemeinsam von Auftragnehmer und Auftraggeber festzustellen, wenn diese Teile der Leistung durch die weitere Ausführung der Prüfung und Feststellung entzogen werden. Dies kann als technische Abnahme in Abgrenzung zur rechtsgeschäftlichen Abnahme des § 12 VOB/B bezeichnet werden.